# Palma sabalowa

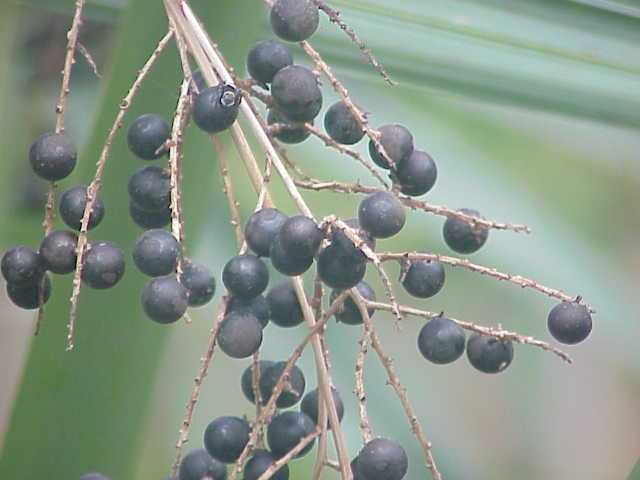
Owoce

Palma sabalowa, palma sabałowa (Sabal minor) – gatunek roślin, należący do rodziny arekowatych (palm). Pochodzi z Ameryki Północnej, gdzie na naturalnych stanowiskach rośnie w USA w stanach: Oklahoma, Alabama, Arkansas, Floryda, Georgia, Luizjana, Missisipi, Karolina Północna i Karolina Południowa.

## Morfologia
Jest to krzaczasta palma o wysokości do 2 m i szerokości do 1 m. Ma bardzo krótki pęd, który zazwyczaj nie wyrasta ponad ziemię, lub tylko bardzo niewiele. Na jego szczycie wyrasta pióropusz liści. Są one sztywne, zielone lub niebieskozielone i podzielone na taśmowate listki. Drobne, białe kwiaty zebrane są w smukłe i wzniesione wiechy wystające powyżej liści. Powstają z nich drobne, czarne i błyszczące owoce.

## Synonimy[4]
1. Chamaerops louisiana Darby
2. Corypha minor Jacq.
3. Sabal adansonii Guers.
4. Sabal glabra (Mill.) Sarg.
5. Sabal louisiana (Darby) Bomhard

## Zastosowanie
W krajach o cieplejszym klimacie palma ta jest uprawiana jako ogrodowa roślina ozdobna. Może też być w pojemnikach uprawiana na balkonach, w altanach, itp. W Polsce jest uprawiana jako roślina pokojowa, latem wystawiana na zewnątrz domu. Może być również hodowana na powietrzu pod warunkiem zapewnienia odpowiedniej osłony zimowej (ze szczególnym wskazaniem na dogrzewanie).

## Uprawa
Latem najlepiej trzymać roślinę na zewnątrz domu (na balkonie, tarasie itp.) w miejscu osłoniętym od wiatru i lekko zacienionym. Ziemia powinna być w doniczce stale wilgotna, ale nie może zalegać, gdyż powoduje to gnicie korzeni. Potrzebny jest drenaż na dnie doniczki. Przez lato należy nawozić niewielką dawką nawozów. Przez zimę roślina musi przebywać w jasnym, ogrzewanym pomieszczeniu. Rozmnaża się przez nasiona (ich kiełkowanie trwa długo).